# Grande Rodeio Coringa
Grande Rodeio Coringa foi um programa radiofônico com presença de auditório, levado ao ar na década de 50 na Rádio Farroupilha de Porto Alegre. Era apresentado por Darcy Fagundes e Luiz Menezes. Por ali passaram  músicos e cantores regionalistas, como Teixeirinha, e mestres na trova gaúcha tradicionalista, como Formiguinha, Gildo de Freitas.